# Skały ultrazasadowe
Skały ultrazasadowe (inaczej skały ultramaficzne, hiperbazyty, ultrabazyty, foidolity) – skały magmowe zawierające poniżej 45% SiO2. Obejmują skały o znacznym niedomiarze krzemionki w stosunku do tlenków metali alkalicznych.
Przykłady:
- Głębinowe skały ultrazasadowe są reprezentowane przez: perydotyty, piroksenity, hornblendyty, dunity;
- Wylewne skały ultrazasadowe są reprezentowane przez: komatyty (komatiity), pikryty, nefelinity, leucytyty.

Główne minerały skałotwórcze: oliwiny, pirokseny (amfibole, biotyt, chromit, magnetyt, granaty) i inne.